# 35976 Yorktown
35976 Yorktown este un asteroid din centura principală de asteroizi.

## Descriere
35976 Yorktown este un asteroid din centura principală de asteroizi. A fost descoperit pe 25 iunie 1999 la Stația Anderson Mesa în cadrul programului LONEOS. Asteroidul prezintă o orbită caracterizată de o semiaxă mare de 2,38 ua, o excentricitate de 0,26 și o înclinație de 22,2° în raport cu ecliptica.